# Stazione di Parla
Parla è una stazione intermodale di Parla, punto di interscambio tra la linea C4 delle Cercanías di Madrid e la linea 1 della tranvia di Parla.

## Storia
La stazione è stata inaugurata il 28 settembre 1995.
Tra il 2005 e il 2008 è stata riformata per servire da scambio intermodale con la tranvia.